# Тавадзе, Фердинанд Несторович
Фердинанд Несторович Тавадзе (21 мая 1912 года, Гори, Тифлисская губерния — 19 ноября 1989 года) — советский металлург и химик, доктор технических наук (1947), академик АН Грузинской ССР (1960), заслуженный деятель науки Грузинской ССР.

## Биография
Родился в семье ремесленника. Окончил Ленинградский индустриальный институт (1936), год работал в Ленинграде на Кировском заводе.
В 1937—1945 научный сотрудник Института химии АН Грузинской ССР, в 1945—1951 гг. работал в Институте металла и горного дела АН Грузинской ССР.
С 1951 года директор Института металлургии АН Грузинской ССР. Одновременно с 1945 г. преподавал в Грузинском политехническом институте.
Автор научных исследований по коррозионностойкому легированию. Разработал несколько марок нержавеющих сталей.
Награждён орденами Ленина, Трудового Красного Знамени, «Знак Почёта» и медалями.
Сын Георгий (род. 1945) — металлург, академик НАН Грузии.